# Nymphon surinamense
Nymphon surinamense är en havsspindelart som beskrevs av Stock, J.H. 1975. Nymphon surinamense ingår i släktet Nymphon och familjen Nymphonidae. Inga underarter finns listade i Catalogue of Life.